# Synpiggen
Synpiggen är en bergstopp i Antarktis. Den ligger i Östantarktis. Norge gör anspråk på området. Toppen på Synpiggen är 1 722 meter över havet.
Terrängen runt Synpiggen är kuperad norrut, men söderut är den platt. Trakten är obefolkad. Det finns inga samhällen i närheten. 